# Christian Lundström
Christian Lundström, född 31 mars 1977 i Söderhamn, är en svensk före detta fotbollsspelare som numera är verksam som tränare.
Lundström har haft en lång fotbollskarriär som spelare och tränare. Han har varit tränare i bland annat Västra Frölunda IF och BK Häcken där han nu är assisterande tränare. Han har, utöver moderklubben Norrala IF, spelat i de allsvenska klubbarna IF Elfsborg, IFK Göteborg och Halmstads BK. Han har även spelat i U-21-landslaget.
Som spelare var han känd för sin kompromisslösa spelstil.